# Сражение на реке Утус
Сражение на реке Утус — одно из сражений, произошедшее в 447 году между армией Восточной Римской империи и гуннами под предводительством Аттилы. Победа гуннов привела Аттилу к воротам Константинополя, столицы Восточной Римской империи.
Еще в 443 году, когда Восточная Римская империя прекратила выплачивать ежегодную дань гуннам, Аттила вторгся в балканские регионы империи и разграбил их. После завершения первого похода Аттила потребовал от империи оговорённую дань и выдачу перебежчиков. Император Феодосий II на совете решил скорее вступить в войну, чем выполнить унизительные требования гуннов. Тогда Аттила захватил Ратиарию, откуда в конце 446 или начале 447 года атаковал балканские владения Византии.
Феодосий II приказал Арнегисклу, Аспару и Ареобиндусу выступить и встретиться с Аттилой. Под началом этих трех полководцев находились объединенные силы личной армии императора, фракийских и иллирийских полевых армий, общей численностью на бумаге около 71 232 человек, и, вероятно, местные войска, которые они могли встретить по пути. Объединённая армия переместила свою базу в Маркианополь, в провинции Дакия Рипенсис, а затем двинулась на запад и столкнулась с гуннами на реке Утус (совр. Вит в Болгарии). В разыгравшейся битве ромеи были побеждены. Обе стороны понесли тяжелые потери. По некоторым данным, конь Арнегискла пал в бою, и он сражался пешим, пока его не зарубили. Поражение ромеев было настолько катастрофическим, что в 478 году, после тридцати лет восстановления, фракийская армия все еще насчитывала менее половины своей прежней численности.
После битвы гунны немедленно овладели Маркианополем и разрушили его, а чуть позже подошли к Константинополю. Тяжелые потери, понесенными гуннами в битве на реке Утус, и переброска в город подкреплений из исаврийской армии заставили Аттилу отказаться от планов осады столицы, хотя в битве у Фракийского Херсонеса кочевники снова одержали победу. Вместо этого он двинулся грабить ставшие беззащитными балканские провинции, включая Иллирик, Фракию, Мёзию, Малую Скифию и обе провинции римской Дакии. Одновременно с тем конные массы гуннов пронеслись через Македонию и Фессалию и достигли Фермопил. Только в следующем, в 448 году, мир был восстановлен благодаря договору, по которому император Феодосий II согласился выплатить Аттиле дань в размере 6000 фунтов золота немедленно и 2100 фунтов ежегодно, а также выдать перебежчиков и не брать к себе на службу гуннов. Кроме того, на римской территории была создана нейтральная зона, которая простиралась на 300 миль от Сингидунума до Нов, к югу от Дуная, глубиной 100 миль, или пять дней пути, служившая буферной зоной.